# Daniel Pemberton
Pour les articles homonymes, voir Pemberton.
Daniel Pemberton est un compositeur britannique né le 3 novembre 1977. Il a écrit des musiques de films mais également pour de nombreuses séries et documentaires télévisés.

## Biographie
En 2022 il est membre du jury de la compétition lors du 5e Festival Canneseries, présidé par la française Fanny Herrero.

## Filmographie
Sauf indication contraire, les informations mentionnées dans cette section peuvent être confirmées par la base de données cinématographiques IMDb,  présente dans la section « Liens externes ».

### Cinéma

#### Longs métrages
- 2004 : Big Kiss de Billy Zane
- 2011 : La Maison des ombres (The Awakening) de Nick Murphy
- 2013 : Blood de Nick Murphy
- 2013 : In Fear de Jeremy Lovering
- 2013 : Cartel (The Counselor) de Ridley Scott
- 2014 : Salsa Fury (Cuban Fury) de James Griffiths
- 2014 : 50 Kisses - segment Neil d'Anil Rao et Simon Reglar
- 2015 : Agents très spéciaux : Code UNCLE (The Man from U.N.C.L.E.) de Guy Ritchie
- 2015 : Steve Jobs de Danny Boyle
- 2016 : Mal de pierres de Nicole Garcia
- 2016 : Gold de Stephen Gaghan
- 2017 : Le Roi Arthur : La Légende d'Excalibur (King Arthur: Legend of the Sword) de Guy Ritchie
- 2017 : The Secret Man - Mark Felt (Mark Felt: The Man Who Brought Down the White House) de Peter Landesman
- 2017 : Le Grand jeu (Molly's Game) d'Aaron Sorkin
- 2017 : Tout l'argent du monde (All the Money in the World) de Ridley Scott
- 2018 : Ocean's Eight de Gary Ross (composé avec Nicholas Britell)
- 2018 : Spider-Man: New Generation (Spider-Man: Into the Spider-Verse) de Peter Ramsey, Bob Persichetti et Rodney Rothman
- 2019 : Yesterday de Danny Boyle
- 2019 : Brooklyn Affairs (Motherless Brooklyn) d'Edward Norton
- 2020 : Les Sept de Chicago (The Trial of the Chicago 7) de Aaron Sorkin
- 2020 : Birds of Prey (et la fantabuleuse histoire de Harley Quinn) (Birds of Prey (and the Fantabulous Emancipation of One Harley Quinn)) de Cathy Yan
- 2020 : Enola Holmes d'Harry Bradbeer
- 2021 : Being the Ricardos d'Aaron Sorkin
- 2022 : Les Bad Guys (The Bad Guys) de Pierre Perifel
- 2022 : Coup de théâtre (See How They Run) de Tom George
- 2023 : Spider-Man: Across the Spider-Verse de Joaquim Dos Santos, Kemp Powers et Justin K. Thompson
- 2024 : To The Moon (Fly Me to the Moon) de Greg Berlanti
- 2025 : Les Bad Guys 2 (The Bad Guys 2) de Pierre Perifel
- 2025 : Materialists de Celine Song
- 2025 : Eddington de Ari Aster

#### Courts métrages
- 1999 : Inbetween de Simone Horrocks
- 2002 : Chinese for Beginners
- 2005 : The Undertaker de Annaleena Piel Linna
- 2008 : Factory Farmed de Gareth Edwards
- 2011 : The Coldest Caller de Joe Tucker
- 2011 : Why? d'Anil Rao
- 2012 : Ghost Recon: Alpha de François Alaux et Hervé de Crécy
- 2012 : N.E.I.L. d'Anil Rao
- 2012 : The Tortoise de Luís da Matta Almeida et Pedro Lino
- 2012 : Russell de Liam Simpson
- 2014 : One of a Kind de Rok Predin
- 2019 : The Journey de Ridley Scott

#### Documentaires
- 1999 : Many Happy Returns de Jemma Jupp
- 2009 : Enemies of the People de Rob Lemkin et Thet Sambath
- 2010 : Between Life and Death de Nick Holt
- 2010 : Self Made de Gillian Wearing

### Télévision

#### Séries télévisées
- 1994 : Planète insolite (2 épisodes)
- 1999 : Secrets of the Dead (1 épisode)
- 2000 : A Very British Murder (1 épisode)
- 2002-2004 : Lads Army (8 épisodes)
- 2003-2015 : Peep Show (48 épisodes)
- 2004-2005 : Ramsay's Kitchen Nightmares (3 épisodes)
- 2004-2009 : Hell's Kitchen (16 épisodes)
- 2005 : Celebrity Love Island: Aftersun
- 2005 : Wakey Wakey Campers! (1 épisode)
- 2006 : That'll Test 'Em
- 2006 : The Great British Menu (40 épisodes)
- 2006 : Safari préhistorique (Prehistoric Park) (6 épisodes)
- 2006 : Les Flingueuses (Suburban Shootout) (11 épisodes)
- 2007 : Never Did Me Any Harm (4 épisodes)
- 2007 : The Sorcerer's Apprentice (1 épisode)
- 2007 : The Love Trap (4 épisodes)
- 2008 : Clone (1 épisode)
- 2009 : Runaway (mini-série TV) (3 épisodes)
- 2009 : Occupation (3 épisodes)
- 2009 : Desperate Romantics (6 épisodes)
- 2009 : Wildest Dreams (7 épisodes)
- 2010 : Schizo Samurai Shitzu
- 2010 : Combat Kids (3 épisodes)
- 2010 : Maîtres et Valets (Upstairs Downstairs) (3 épisodes)
- 2010-2012 : Dirk Gently (4 épisodes)
- 2012 : Public Enemies (mini-série TV) (3 épisodes)
- 2012 : Prisoners' Wives (6 épisodes)
- 2012 : Pramface (2 épisodes)
- 2014 : Prey (mini-série TV) (1 épisode)
- 2014 : The Game (mini-série TV) (6 épisodes)
- 2017 : Black Mirror (1 épisode : USS Callister)
- 2019 : Dark Crystal : Le Temps de la résistance (10 épisodes)

#### Téléfilms
- 1998 : A Little Bit of Elvis de Paul Wilmshurst
- 2000 : Secrets & Lines de Paul Wilmshurst
- 2002 : SAS: Iranian Embassy Siege de Bruce Goodison
- 2002 : Shoreditch Twat de Otto Bathurst
- 2003 : Real Men de Sallie Aprahamian
- 2004 : Pissed on the Job de Paul Wilmshurst
- 2005 : Born with Two Mothers de Ian Duncan et Oliver Morse
- 2006 : The Haunted Airman de Chris Durlacher
- 2007 : Forgiven de Paul Wilmshurst
- 2008 : Clash of the Santas de Paul Seed
- 2009 : Best: His Mother's Son de Colin Barr
- 2013 : The Vatican de Ridley Scott
- 2013 : Complicit de Niall MacCormick

#### Téléfilms documentaires
- 1999 : Diceworld
- 2000 : Perfect Breasts
- 2001 : Frank Skinner on Frank Skinner
- 2002 : The King of Communism: The Pomp & Pageantry of Nicolae Ceausescu
- 2002 : The Life of a Ten Pound Note
- 2003 : George Orwell: A Life in Pictures
- 2003 : Dogumentary: Rewind the Summer
- 2003 : Battle Hospital: Medics at War
- 2004 : Men of Iron
- 2005 : Un paradis radioactif
- 2005 : Hiroshima
- 2005 : Sex Addict
- 2006 : How to Divorce Without Screwing Up Your Children
- 2006 : Jamie's Return to School Dinners
- 2006 : Cult Killer
- 2007 : 1983: Au bord de l'apocalypse
- 2009 : Simon Schama's John Donne
- 2011 : Meet the Elephant Man
- 2012 : Escape from Colditz
- 2012 : Space Dive

#### Séries télévisées documentaires
- 2000 : Nature (1 épisode)
- 2000 : The Royal Institution Christmas Lectures
- 2001 : SF:UK
- 2001 : The Real .... (1 épisode)
- 2002 : Underworld: Flooded Kingdoms of the Ice Age
- 2003 : Speed Machines (1 épisode)
- 2003 : French Leave
- 2005 : Je ne devrais pas être en vie (1 épisode)
- 2006 : The Dark Side of Porn (1 épisode)
- 2008 : Heroes and Villains (2 épisodes)
- 2008 : Cutting Edge (1 épisode)
- 2009 : Generals at War
- 2010 : Secrets of the Dead (2 épisodes)
- 2011 : P.O.V. (1 épisode)
- 2012 : Dispatches (1 épisode)
- 2013 : The Wonder of Dogs (3 épisodes)
- 2013-2014 : Monster Moves (5 épisodes)
- 2001-2014 : Aux origines de l'humanité (3 épisodes)

#### Mini-séries documentaires
- 2000 : White Tribe
- 2000 : Escape from Colditz (3 épisodes)
- 2000 : The Gambler
- 2001 : Great Artists with Tim Marlow (13 épisodes)
- 2002 : The Edwardian Country House (1 épisode)
- 2003 : Harem
- 2009 : The Lost World of Communism

### Jeux vidéo
- 2005 : The Movies
- 2008 : Little Big Planet
- 2011 : Little Big Planet 2
- 2016 : Trackmania Turbo
- 2018 : Knights and Bikes

## Distinctions
Source : Internet Movie Database : 

### Récompenses
- Festival international des programmes audiovisuels de Biarritz 2010 : meilleure musique de série télévisée ou serial pour Occupation
- World Soundtrack Awards 2014 : révélation de l'année pour Cartel et Salsa Fury

### Nominations
- BAFTA Games Awards 2006 : meilleure musique originale pour The Movies
- BAFTA Games Awards 2009 : meilleure musique originale pour Little Big Planet
- Royal Television Society Awards 2009 : meilleure musique originale pour Occupation et meilleure musique de générique pour Desperate Romantics
- Golden Globes 2016 : meilleure musique de film pour Steve Jobs
- Golden Globes 2020 : meilleure musique de film pour Brooklyn Affairs
- Golden Globes 2024 : meilleure musique de film pour Spider man : Across the Spider-Verse